# Final de la Copa Credife 2010
La Final del Campeonato Ecuatoriano de Fútbol Copa Credife 2010 definirán al campeón y subcampeón del torneo. El ganador de la Primera Etapa se enfrentó al ganador de la Segunda Etapa del campeonato en partidos de ida y vuelta.

## Clasificados
| Finalistas    | Vía de clasificación        |
| ------------- | --------------------------- |
| Emelec        | Ganador de la Primera Etapa |
| Liga de Quito | Ganador de la Segunda Etapa |

## Llave
|                       | vs.             |
| Deportivo Quito 3 2 1 | Barcelona 3 0 3 |

## Tercer lugar

### Deportivo Quito vs. Barcelona
El Partido por el tercer lugar definió al equipo que accederá a la Primera fase de la Copa Libertadores 2011. El primer partido se disputó el 5 de diciembre de 2010 en el Estadio Olímpico Atahualpa de Quito. El partido de vuelta se disputó el 11 de diciembre de 2010 en el Estadio Monumental Banco Pichincha de Guayaquil.

#### Partido de ida
| 12 | POR | Johvani Ibarra      |     |
| 51 | DEF | Pedro Pablo Velasco |     |
| 20 | DEF | Luis Checa          |     |
| 3  | DEF | Isaac Mina          |     |
| 27 | MED | Juan Carlos Paredes |     |
| 35 | MED | Segundo Castillo    |     |
| 8  | MED | Oswaldo Minda       | 76' |
| 25 | MED | Ángel Escobar       |     |
| 10 | MED | Luis Saritama       |     |
| 9  | DEL | Carlos García       | 88' |
| 7  | DEL | Néstor Ayala        | 71' |
| DT | DT  | Carlos Sevilla      |     |

| 13 | POR | Máximo Banguera     |     |
| 21 | DEF | Omar de Jesús Borja |     |
| 5  | DEF | José Luis Perlaza   |     |
| 4  | DEF | Jefferson Hurtado   |     |
| 11 | DEF | Geovanny Nazareno   |     |
| 51 | MED | Dennys Quiñónez     | 88' |
| 16 | MED | Henry León          |     |
| 18 | MED | Matías Oyola        |     |
| 10 | MED | Luis Bolaños        | 58' |
| 17 | DEL | Pablo Palacios      |     |
| 20 | DEL | Juan Anangonó       |     |
| DT | DT  | Rubén Darío Insúa   |     |

| 17 | MED | Fidel Martínez            | 71' |
| 16 | MED | Michael Castro            | 76' |
| 11 | DEL | Juan Diego Gonzales-Vigil | 88' |

| 9  | DEL | Juan Samudio     | 58' |
| 23 | MED | Gregory González | 88' |

|  | 35' | Luis Checa    |
|  | 49' | Luis Saritama |

|  | 15' | Oswaldo Minda |
|  | 31' | Luis Checa    |
|  | 60' | Carlos García |
|  | 69' | Néstor Ayala  |
|  | 84' | Isaac Mina    |

|  | 40' | José Luis Perlaza |
|  | 75' | Máximo Banguera   |
|  | 83' | Henry León        |

|  | 65' | José Luis Perlaza |

| Árbitro             | Omar Ponce       |
| Árbitros asistentes | Cristian Lescano |
| Árbitros asistentes | Buron Romero     |
| Cuarto árbitro      | Alfredo Intriago |

| 12 | POR | Johvani Ibarra      |     |
| 51 | DEF | Pedro Pablo Velasco |     |
| 20 | DEF | Luis Checa          |     |
| 3  | DEF | Isaac Mina          |     |
| 27 | MED | Juan Carlos Paredes |     |
| 35 | MED | Segundo Castillo    |     |
| 8  | MED | Oswaldo Minda       | 76' |
| 25 | MED | Ángel Escobar       |     |
| 10 | MED | Luis Saritama       |     |
| 9  | DEL | Carlos García       | 88' |
| 7  | DEL | Néstor Ayala        | 71' |
| DT | DT  | Carlos Sevilla      |     |

| 13 | POR | Máximo Banguera     |     |
| 21 | DEF | Omar de Jesús Borja |     |
| 5  | DEF | José Luis Perlaza   |     |
| 4  | DEF | Jefferson Hurtado   |     |
| 11 | DEF | Geovanny Nazareno   |     |
| 51 | MED | Dennys Quiñónez     | 88' |
| 16 | MED | Henry León          |     |
| 18 | MED | Matías Oyola        |     |
| 10 | MED | Luis Bolaños        | 58' |
| 17 | DEL | Pablo Palacios      |     |
| 20 | DEL | Juan Anangonó       |     |
| DT | DT  | Rubén Darío Insúa   |     |

| 17 | MED | Fidel Martínez            | 71' |
| 16 | MED | Michael Castro            | 76' |
| 11 | DEL | Juan Diego Gonzales-Vigil | 88' |

| 9  | DEL | Juan Samudio     | 58' |
| 23 | MED | Gregory González | 88' |

|  | 35' | Luis Checa    |
|  | 49' | Luis Saritama |

|  | 15' | Oswaldo Minda |
|  | 31' | Luis Checa    |
|  | 60' | Carlos García |
|  | 69' | Néstor Ayala  |
|  | 84' | Isaac Mina    |

|  | 40' | José Luis Perlaza |
|  | 75' | Máximo Banguera   |
|  | 83' | Henry León        |

|  | 65' | José Luis Perlaza |

| Árbitro             | Omar Ponce       |
| Árbitros asistentes | Cristian Lescano |
| Árbitros asistentes | Buron Romero     |
| Cuarto árbitro      | Alfredo Intriago |

#### Partido de vuelta
| 25 | POR | Daniel Viteri       |     |
| 21 | DEF | Omar de Jesús Borja | 31' |
| 16 | DEF | Henry León          |     |
| 4  | DEF | Jefferson Hurtado   |     |
| 11 | DEF | Geovanny Nazareno   | 73' |
| 51 | MED | Dennys Quiñónez     | 46' |
| 8  | MED | Fernando Hidalgo    |     |
| 18 | MED | Matías Oyola        |     |
| 10 | DEL | Pablo Palacios      |     |
| 17 | DEL | Juan Anangonó       |     |
| 20 | DEL | Juan Samudio        |     |
| DT | DT  | Rubén Darío Insúa   |     |

| 12 | POR | Johvani Ibarra      |     |
| 51 | DEF | Pedro Pablo Velasco |     |
| 20 | DEF | Luis Checa          |     |
| 3  | DEF | Isaac Mina          |     |
| 27 | MED | Juan Carlos Paredes | 65' |
| 35 | MED | Segundo Castillo    |     |
| 8  | MED | Oswaldo Minda       |     |
| 25 | MED | Ángel Escobar       |     |
| 10 | MED | Luis Saritama       |     |
| 9  | MED | Fidel Martínez      | 82' |
| 7  | DEL | Néstor Ayala        | 75' |
| DT | DT  | Carlos Sevilla      |     |

| 17 | MED | Vinicio Angulo     | 31' |
| 7  | MED | Mike Rodríguez     | 46' |
| 50 | DEF | Brayan de la Torre | 73' |

| 4  | DEF | Pavel Caicedo  | 65' |
| 9  | DEL | Carlos García  | 75' |
| 16 | MED | Michael Castro | 82' |

|  | 15' | Henry León    |
|  | 72' | Juan Samudio  |
|  | 89' | Juan Anangonó |

|  | 24' | Oswaldo Minda |

|  | 40' | Juan Samudio |

|  | 12' | Juan Carlos Paredes |
|  | 32' | Oswaldo Minda       |
|  | 85' | Johvani Ibarra      |
|  | 86' | Michel Castro       |
|  | 93' | Ángel Escobar       |

| 25 | POR | Daniel Viteri       |     |
| 21 | DEF | Omar de Jesús Borja | 31' |
| 16 | DEF | Henry León          |     |
| 4  | DEF | Jefferson Hurtado   |     |
| 11 | DEF | Geovanny Nazareno   | 73' |
| 51 | MED | Dennys Quiñónez     | 46' |
| 8  | MED | Fernando Hidalgo    |     |
| 18 | MED | Matías Oyola        |     |
| 10 | DEL | Pablo Palacios      |     |
| 17 | DEL | Juan Anangonó       |     |
| 20 | DEL | Juan Samudio        |     |
| DT | DT  | Rubén Darío Insúa   |     |

| 12 | POR | Johvani Ibarra      |     |
| 51 | DEF | Pedro Pablo Velasco |     |
| 20 | DEF | Luis Checa          |     |
| 3  | DEF | Isaac Mina          |     |
| 27 | MED | Juan Carlos Paredes | 65' |
| 35 | MED | Segundo Castillo    |     |
| 8  | MED | Oswaldo Minda       |     |
| 25 | MED | Ángel Escobar       |     |
| 10 | MED | Luis Saritama       |     |
| 9  | MED | Fidel Martínez      | 82' |
| 7  | DEL | Néstor Ayala        | 75' |
| DT | DT  | Carlos Sevilla      |     |

| 17 | MED | Vinicio Angulo     | 31' |
| 7  | MED | Mike Rodríguez     | 46' |
| 50 | DEF | Brayan de la Torre | 73' |

| 4  | DEF | Pavel Caicedo  | 65' |
| 9  | DEL | Carlos García  | 75' |
| 16 | MED | Michael Castro | 82' |

|  | 15' | Henry León    |
|  | 72' | Juan Samudio  |
|  | 89' | Juan Anangonó |

|  | 24' | Oswaldo Minda |

|  | 40' | Juan Samudio |

|  | 12' | Juan Carlos Paredes |
|  | 32' | Oswaldo Minda       |
|  | 85' | Johvani Ibarra      |
|  | 86' | Michel Castro       |
|  | 93' | Ángel Escobar       |

## Llave
|                   | vs.          |
| Liga de Quito 2 0 | Emelec 1 0 1 |

## Final

### Estadios
| Quito               | Guayaquil              |
| ------------------- | ---------------------- |
| Estadio Casa Blanca | Estadio George Capwell |
| Capacidad: 55 400   | Capacidad: 24 019      |
|                     |                        |

### Emelec vs. Liga de Quito
La primera final se disputó el 5 de diciembre de 2010 en el Estadio Casa Blanca de Quito. El partido de vuelta se disputó el 12 de diciembre de 2010 en el Estadio George Capwell de Guayaquil.

### Partido de ida
| 1  | POR | José Francisco Cevallos |     |
| 14 | DEF | Diego Calderón          |     |
| 2  | DEF | Norberto Araujo         |     |
| 6  | DEF | Jorge Guagua            |     |
| 13 | DEF | Néicer Reasco           |     |
| 54 | MED | Marlon Ganchozo         | 52' |
| 4  | MED | Ulises de la Cruz       |     |
| 15 | MED | William Araujo          |     |
| 7  | MED | Miller Bolaños          |     |
| 20 | DEL | Carlos Luna             | 68' |
| 19 | DEL | Juan Manuel Salgueiro   | 77' |
| DT | DT  | Edgardo Bauza           |     |

| 22 | POR | Javier Klimowicz   |     |
| 16 | DEF | Carlos Quiñónez    |     |
| 29 | DEF | Gabriel Achilier   |     |
| 5  | DEF | José Luis Quiñónez |     |
| 25 | DEF | Eduardo Morante    |     |
| 24 | DEF | Fernando Giménez   |     |
| 15 | MED | Pedro Quiñónez     |     |
| 7  | MED | David Quiroz       |     |
| 51 | MED | Fernando Gaibor    | 45' |
| 10 | DEL | Joao Rojas         | 57' |
| 17 | DEL | Jaime Ayoví        |     |
| DT | DT  | Jorge Sampaoli     |     |

| 21 | MED | Gonzalo Chila   | 52' |
| 9  | DEL | Walter Calderón | 68' |
| 24 | DEF | José Valencia   | 77' |

| 14 | MED | Enner Valencia | 45' |
| 40 | MED | Leandro Torres | 57' |

|  | 50' | Miller Bolaños |
|  | 93' | Miller Bolaños |

|  | 9'  | Diego Calderón    |
|  | 39' | Ulises de la Cruz |
|  | 50' | Miller Bolaños    |
|  | 64' | Néicer Reasco     |

|  | 17' | Fernando Giménez |
|  | 25' | Pedro Quiñónez   |

| Árbitro             | Tomás Alarcón  |
| Árbitros asistentes | Carlos Herrera |
| Árbitros asistentes | Marco Muzo     |
| Cuarto árbitro      | Miguel Hidalgo |

| 1  | POR | José Francisco Cevallos |     |
| 14 | DEF | Diego Calderón          |     |
| 2  | DEF | Norberto Araujo         |     |
| 6  | DEF | Jorge Guagua            |     |
| 13 | DEF | Néicer Reasco           |     |
| 54 | MED | Marlon Ganchozo         | 52' |
| 4  | MED | Ulises de la Cruz       |     |
| 15 | MED | William Araujo          |     |
| 7  | MED | Miller Bolaños          |     |
| 20 | DEL | Carlos Luna             | 68' |
| 19 | DEL | Juan Manuel Salgueiro   | 77' |
| DT | DT  | Edgardo Bauza           |     |

| 22 | POR | Javier Klimowicz   |     |
| 16 | DEF | Carlos Quiñónez    |     |
| 29 | DEF | Gabriel Achilier   |     |
| 5  | DEF | José Luis Quiñónez |     |
| 25 | DEF | Eduardo Morante    |     |
| 24 | DEF | Fernando Giménez   |     |
| 15 | MED | Pedro Quiñónez     |     |
| 7  | MED | David Quiroz       |     |
| 51 | MED | Fernando Gaibor    | 45' |
| 10 | DEL | Joao Rojas         | 57' |
| 17 | DEL | Jaime Ayoví        |     |
| DT | DT  | Jorge Sampaoli     |     |

| 21 | MED | Gonzalo Chila   | 52' |
| 9  | DEL | Walter Calderón | 68' |
| 24 | DEF | José Valencia   | 77' |

| 14 | MED | Enner Valencia | 45' |
| 40 | MED | Leandro Torres | 57' |

|  | 50' | Miller Bolaños |
|  | 93' | Miller Bolaños |

|  | 9'  | Diego Calderón    |
|  | 39' | Ulises de la Cruz |
|  | 50' | Miller Bolaños    |
|  | 64' | Néicer Reasco     |

|  | 17' | Fernando Giménez |
|  | 25' | Pedro Quiñónez   |

| Árbitro             | Tomás Alarcón  |
| Árbitros asistentes | Carlos Herrera |
| Árbitros asistentes | Marco Muzo     |
| Cuarto árbitro      | Miguel Hidalgo |

### Partido de vuelta
| 22 | POR | Javier Klimowicz  |     |
| 29 | DEF | Gabriel Achilier  | 46' |
| 19 | DEF | Marcelo Fleitas   |     |
| 25 | DEF | Eduardo Morante   |     |
| 24 | DEF | Fernando Giménez  |     |
| 15 | MED | Pedro Quiñónez    |     |
| 7  | MED | David Quiroz      |     |
| 51 | MED | Fernando Gaibor   | 46' |
| 10 | DEL | Joao Rojas        | 66' |
| 23 | DEL | Cristian Menéndez |     |
| 17 | DEL | Jaime Ayoví       |     |
| DT | DT  | Jorge Sampaoli    |     |

| 1  | POR | José Francisco Cevallos |     |
| 6  | DEF | Jorge Guagua            |     |
| 2  | DEF | Norberto Araujo         |     |
| 14 | DEF | Diego Calderón          |     |
| 13 | MED | Néicer Reasco           |     |
| 4  | MED | Ulises de la Cruz       |     |
| 15 | MED | William Araujo          |     |
| 8  | MED | Patricio Urrutia        |     |
| 54 | MED | Marlon Ganchozo         | 54' |
| 20 | DEL | Carlos Luna             | 86' |
| 19 | DEL | Juan Manuel Salgueiro   | 63' |
| DT | DT  | Edgardo Bauza           |     |

| 6  | DEF | Carlos Quiñónez   | 46' |
| 40 | MED | Leandro Torres    | 46' |
| 16 | DEL | Santiago Biglieri | 66' |

| 24 | MED | José Valencia   | 54' |
| 7  | MED | Miler Bolaños   | 63' |
| 9  | MED | Walter Calderón | 86' |

|  | 50' | David Quiroz |

|  | 64' | Marcelo Fleitas  |
|  | 77' | Pedro Quiñónez   |
|  | 85' | Fernando Giménez |

|  | 43' | Marlon Ganchozo |
|  | 45' | Jorge Guagua    |
|  | 77' | José Cevallos   |
|  | 86' | Néicer Reasco   |

| Expulsado | 94' | Miler Bolaños |
| Expulsado | 95' | José Cevallos |

| Árbitro             | Carlos Vera      |
| Árbitros asistentes | Juan Cedeño      |
| Árbitros asistentes | Luis Alvarado    |
| Cuarto árbitro      | Alfredo Intriago |

| 22 | POR | Javier Klimowicz  |     |
| 29 | DEF | Gabriel Achilier  | 46' |
| 19 | DEF | Marcelo Fleitas   |     |
| 25 | DEF | Eduardo Morante   |     |
| 24 | DEF | Fernando Giménez  |     |
| 15 | MED | Pedro Quiñónez    |     |
| 7  | MED | David Quiroz      |     |
| 51 | MED | Fernando Gaibor   | 46' |
| 10 | DEL | Joao Rojas        | 66' |
| 23 | DEL | Cristian Menéndez |     |
| 17 | DEL | Jaime Ayoví       |     |
| DT | DT  | Jorge Sampaoli    |     |

| 1  | POR | José Francisco Cevallos |     |
| 6  | DEF | Jorge Guagua            |     |
| 2  | DEF | Norberto Araujo         |     |
| 14 | DEF | Diego Calderón          |     |
| 13 | MED | Néicer Reasco           |     |
| 4  | MED | Ulises de la Cruz       |     |
| 15 | MED | William Araujo          |     |
| 8  | MED | Patricio Urrutia        |     |
| 54 | MED | Marlon Ganchozo         | 54' |
| 20 | DEL | Carlos Luna             | 86' |
| 19 | DEL | Juan Manuel Salgueiro   | 63' |
| DT | DT  | Edgardo Bauza           |     |

| 6  | DEF | Carlos Quiñónez   | 46' |
| 40 | MED | Leandro Torres    | 46' |
| 16 | DEL | Santiago Biglieri | 66' |

| 24 | MED | José Valencia   | 54' |
| 7  | MED | Miler Bolaños   | 63' |
| 9  | MED | Walter Calderón | 86' |

|  | 50' | David Quiroz |

|  | 64' | Marcelo Fleitas  |
|  | 77' | Pedro Quiñónez   |
|  | 85' | Fernando Giménez |

|  | 43' | Marlon Ganchozo |
|  | 45' | Jorge Guagua    |
|  | 77' | José Cevallos   |
|  | 86' | Néicer Reasco   |

| Expulsado | 94' | Miler Bolaños |
| Expulsado | 95' | José Cevallos |

| Árbitro             | Carlos Vera      |
| Árbitros asistentes | Juan Cedeño      |
| Árbitros asistentes | Luis Alvarado    |
| Cuarto árbitro      | Alfredo Intriago |

|                                                  |
|                                                  |
| Liga Deportiva Universitaria Campeón 10.° título |